# Frank Hayes
Frank Hayes (17 de maio de 1871 — 28 de dezembro de 1923) foi um ator norte-americano da era do cinema mudo, aparecendo em 73 filmes entre 1913 e 1924.
Ele faleceu aos 52 anos, em Hollywood, Califórnia, vítima de uma pneumonia.